# 夏良勝
夏良勝（1480年—1536年），字于中，號東洲，江西建昌府南城縣人。明朝政治人物，同进士出身。官至太常寺少卿。

## 生平
夏良勝年少即得督學副使蔡清賞識，稱“子異日必為良臣，當無有勝子者”。正德二年（1507年）舉江西鄉試第一名。正德三年（1508年）聯捷戊辰科会试六十一名，三甲四十四名進士，觀政工部，尋丁繼母王氏憂，又明年丁父愚夫公喪。七年起復，授刑部主事，八年調吏部文選司主事，九年會試同考，十年進稽勳司員外郎。丁繼母程氏憂，服除，以原職召補考功司。正德十四年（1519年）三月，明武宗南巡之爭中，夏良勝與禮部主事萬潮、太常寺博士陳九川等聯名上疏：
|  | 方今東南之禍，不獨江、淮；西北之憂，近在輦轂。廟祀之鬯位，不可以久虛；聖母之孝養，不可以恒曠。宮壺之孕祥，尚可以早圖；機務之繁重，未可以盡委。『鎮國』之號，傳聞海內，恐生覬覦之階；邊將之屬，納於禁近，詎忘肘腋之患。巡遊不已，臣等將不知死所矣。 |

武宗读毕大怒，夏良勝被罰跪于宮門五日，施杖五十，被除名。
夏良勝回家鄉後，以教書為業。明世宗即位后，恢復官職，補考功司員外郎。尚書喬宇認為其有賢才，奏請其為文選郎中，公正廉潔的官員均多所提拔。大禮議中，屢次偕同眾官極力抗爭。席書、張璁、桂萼、方獻夫等人因皇帝直接下旨越級晋升，其又堅持不許可。隨後被轉任南京太常寺少卿，沒有赴任。隨後給事中陳洸上疏，附和張璁議論，斥責夏良勝與尚書喬宇結尾朋黨，任意排擠他人，被貶為茶陵州知州。嘉靖七年（1528年）《明倫大典》編成后，被黜為民。次年因誣陷摘議禮稿，再次入獄，判杖刑，繫臺獄三年後，謫戍邊遼東三萬衛。五年后死於衛所，年五十七。明穆宗即位后，追贈太常寺卿。

## 著作
有《中庸衍義》17卷，《東戍錄》1卷，《東洲稿》12卷，《東洲初稿》14卷，《東洲詩》8卷。

## 家族
曾祖夏立诚。祖父夏用理。父夏泉，府通判進階奉訓大夫。母王氏；继母王氏。具庆下，兄勝才、弟勝俊、勝偉。

## 延伸阅读
[在维基数据编辑]
 《明史卷一百八十九》，出自《明史》